# Antonio Brown
Antonio Brown (* 10. červenec 1988 Miami, Florida, Spojené státy americké) byl hráč amerického fotbalu hrající na pozici Wide-recivera. Začínal na univerzitě Central Michigan University, kde získal ocenění All american honors v letech 2008 a 2009. Brown byl vybrán jako 195. hráč v šestém kolem draftu 2010 týmem Pittsburgh Steelers. V roce 2019 odešel z týmu Pittsburgh Steelers a nyní zůstává po neúspěšných angažmá v týmech Oakland Raiders a New England Patriots hráčem Tampa Bay Buccaneers.